# گنرال کولوو (استان دوبریچ)
گنرال کولوو (به بلغاری: General Kolevo) یک منطقهٔ مسکونی در بلغارستان است که در شهرستان دوبریچکا واقع شده‌است.